# ナガコムシ
ナガコムシは、コムシ目に属する六脚類のうち、腹部末端の両側の尾毛が、多節で長い糸状の尾角となるものの総称。ナガコムシ上科 Campodeoidea に相当する。
　

## 形態
全長は3mm程度のものが多い。昆虫が翅を獲得する前の系統から分岐した分類群であると考えられ、もとより翅を持たない。頭部は、触角が数珠型の多節となり、各節ごとに筋肉を有する（より高等な形態の昆虫では付け根にのみ筋肉があり、これで触角全体を動かす）。複眼、単眼のいずれをも欠く。口器は内顎口で、大顎の先端に歯を有する。胸部の発達は弱く、脚は発達するものの比較的短い。腹部には先述の尾角が長く発達するほか、ナガコムシ科では第1腹節に1対の付属肢を有する。

## 別例
甲虫の幼虫の形態の一類型として、触角、脚、尾角が発達し、細長い体型のものがあり、これをナガコムシ型と称する。

## 生態
通常、土壌動物として生活し、腐植質などを摂食する。